# بكر باك ديميرلي
بكر باك ديميرلي (بالتركية: Bekir Pakdemirli)‏ (ولد في عام 1973 في مدينة إزمير في تركيا) وهو سياسي تركي ووزير الزراعة والغابات، وينتمي لحزب العدالة والتنمية التركي الحاكم في تركيا برئاسة رجب طيب أردوغان.

## حياته الشخصية
متزوج ويعرف اللغة الإنكليزية وعنده ثلاثة أولاد.

## حياته العلمية والسياسية
تخرج من كلية إدارة الأعمال بجامعة بيلكنت في العاصمة أنقرة، وحصل على درجة الماجستير من جامعة باشكنت وعلى درجة الدكتوراه في قسم الإقتصاد من جامعة جلال بايار
وهو رائد في الأعمال الحرة المتعلقة بمجالات الأغذية والزراعة وتربية الحيوانات والتكنولوجيا وصناعة السيارات
وكان له دور في تأسيس العديد من الشركات في هذه المجالات وإدارتها وتولى مهام إدارية في العديد من الشركات المرموقة بينها واحدة من بين أكبر 500 شركة في البلاد، فضلا عن شركات عالمية أخرى.
كان عضوًا في مجلس إدارة شركات تركسل للهواتف المحمولة ومجموعة أسواق بيم وبنك البركة وله العديد من الأنشطة في المجال الاجتماعي وتم تعيينه بعد ذلك وزيرًا للزراعة والغابات في حكومة الرئيس التركي رجب طيب أردوغان 